# Маґдаленка (Куявсько-Поморське воєводство)
Маґдаленка (пол. Magdalenka, нім. Magdalenowo, 1939-45: Magdalenenhof) — село в Польщі, у гміні Добрч Бидґозького повіту Куявсько-Поморського воєводства.
Населення — 290 осіб (2011).
У 1975-1998 роках село належало до Бидгощського воєводства.

## Демографія
Демографічна структура станом на 31 березня 2011 року:
|          | Загалом | Допрацездатний вік | Працездатний вік | Постпрацездатний вік |
| -------- | ------- | ------------------ | ---------------- | -------------------- |
| Чоловіки | 156     | 33                 | 109              | 14                   |
| Жінки    | 134     | 21                 | 86               | 27                   |
| Разом    | 290     | 54                 | 195              | 41                   |